# الاتفاقية السورية التركية 1987
الاتفاقية السورية التركية 1987 هي اتفاقية مؤقتة لتقاسم مياه نهر الفرات بين سوريا تركيا خلال فترة ملء حوض سد أتاتورك والتي تمتد إلى 5 سنوات. ابرمت الاتفاقية في 17 يوليو 1987 وقد نصت على تعهد الجانب التركي بأن يوفر معدلاً سنوياً يزيد عن 500 متر مكعب في الثانية عند الحدود التركية السورية بشكل مؤقت إلى حين الاتفاق على التوزيع النهائي لمياه نهر الفرات بين البلدان الثلاثة الواقعة على ضفتيه.
وقد قامت سوريا في 17 أبريل 1989 بتوقيع اتفاقية مع العراق تنص بأن تكون حصة العراق الممررة له على الحدود السورية العراقية قدرها 58% من مياه الفرات في حين تكون حصة سوريا 42% من مياه نهر الفرات. وبذلك تكون حصة سوريا من مياه نهر الفرت 6.627 مليار متر مكعب وحصة العراق 9.106 مليار متر مكعب وحصة تركيا 15.700 مليار متر مكعب في السنة.
وقد قامت سوريا في عام 1994 بتسجيل الاتفاقية المعقودة مع تركيا لدى الأمم المتحدة لضمان الحد الأدنى من حق سورية والعراق في مياه نهر الفرات.